# 新幾內亞 (尼加拉瓜)

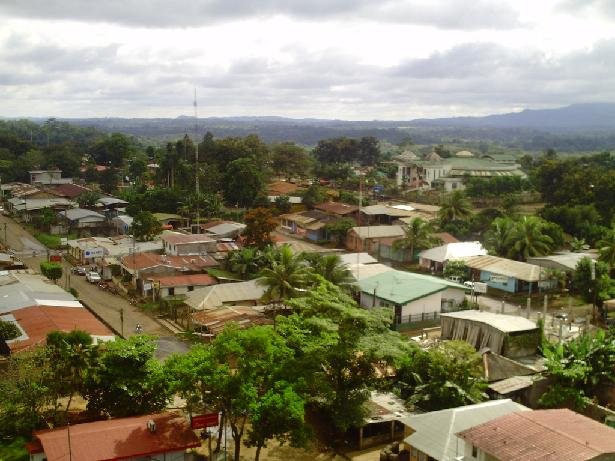
新幾內亞

新幾內亞（西班牙語：Nueva Guinea），是尼加拉瓜的城鎮，位於該國東部，由南大西洋自治區負責管轄，始建於1965年3月5日，面積2,774平方公里，海拔高度184米，2005年人口66,936，人口密度每平方公里25人。